# Licença comercial
O termo licença comercial é normalmente associado e designado a contratos de licenciamento de uso de software e não  só bem como para o funcionamento empresarial. Os softwares chamados comerciais são aqueles pelos quais o usuário paga uma taxa de licenciamento para poder utilizar.
É importante observar que, de acordo com o modelo de licenciamento de software comercial, o que o usuário adquire quando paga pelo software é o direito de utilizá-lo segundo as regras definidas por seu contrato de licenciamento de uso. Uma analogia pode ser feita com livros: quando se compra um livro está se adquirindo a mídia impressa, mas o direito autoral do conteúdo é do autor ou da editora.
As duas restrições mais comuns nas licenças comerciais são:
- O direito de redistribuição, por exemplo, realizar uma cópia dele e repassá-la para outro usuário. A cópia de softwares em desacordo com sua licença comercial é considerada uma cópia ilegal e esta prática é conhecida pelo termo pirataria.
- O direito de alterar o funcionamento do software, adaptando-o para um fim específico. Como o software comercial raramente é distribuído com seu código fonte, para alterá-lo seria necessário utilizar a prática da engenharia reversa, o que costuma ser terminantemente proibido por esse tipo de licença.

A Licença comercial define também, em muitos casos, os serviços que a empresa que vende o software disponibiliza para os usuários que adquirem seu direito de uso, tais como suporte, correção de erros de funcionamento, atualização periódica e acesso a documentação de uso e outros materiais - normalmente via Internet.
As contrapartidas dos softwares cujo uso é regido por licenças comerciais são os chamados freeware, cuja licença de utilização é gratuita, e os softwares livres, normalmente distribuídos com código distribuição.